# Правителство на Северна Македония (16)
Шестнадесетото правителство на Северна Македония е правителство, което идва на власт след парламентарните избори на 8 май 2024. Лидерът на ВМРО-ДПМНЕ Християн Мицкоски получава мандат и съставя правителство като представител на най-голямата партия от парламентарното мнозинство. На 23 юни 2024 г. Събранието на Република Северна Македония гласува правителството със 77 гласа „за“ и 22 „против“.

## Състав
Съставът на кабинета включва:
| министерство                                                                                  | име | име               | партия                                       |
| --------------------------------------------------------------------------------------------- | --- | ----------------- | -------------------------------------------- |
| министър-председател                                                                          |     | Християн Мицкоски | ВМРО-ДПМНЕ                                   |
| първи заместник министър-председател, министър на околната среда и пространственото планиране |     | Изет Меджити      | Влен                                         |
| заместник министър-председател, министър на отношенията между етническите общности            |     | Иван Стоилкович   | Демократическа партия на сърбите в Македония |
| заместник министър-председател, по икономическите въпроси                                     |     | Фатмир Битики     | СДСМ                                         |
| заместник министър-председател, по европейските въпроси                                       |     | Никола Димитров   | СДСМ                                         |
| отбрана                                                                                       |     | Владо Мисайловски | ВМРО-ДПМНЕ                                   |
| вътрешни работи                                                                               |     | Оливер Спасовски  | СДСМ                                         |
| правосъдие                                                                                    |     | Боян Маричич      | СДСМ                                         |
| външни работи                                                                                 |     | Буяр Османи       | ДСИ                                          |
| финанси                                                                                       |     | Фатмир Бесими     | ДСИ                                          |
| икономика                                                                                     |     | Крешник Бектеши   | ДСИ                                          |
| земеделие, гори и водно стопанство                                                            |     | Арианит Ходжа     | Движение Беса                                |
| здравеопазване                                                                                |     | Венко Филипче     | СДСМ                                         |
| образование и наука                                                                           |     | Мила Царовска     | СДСМ                                         |
| труд и социална политика                                                                      |     | Ягода Шахпаска    | СДСМ                                         |
| местно самоуправление                                                                         |     | Горан Милевски    | ЛДП                                          |
| култура                                                                                       |     | Ирена Стефоска    | СДСМ                                         |
| информационно общество и администрация                                                        |     | Йетон Шакири      | ДСИ                                          |
| транспорт и връзки                                                                            |     | Благой Бочварски  | СДСМ                                         |
| околна среда и пространствено планиране                                                       |     | Насер Нуредини    | ДСИ                                          |